# 대포동 1호
대포동 1호(大浦洞 1號)는 스커드 미사일을 개량해서 만든, 조선민주주의인민공화국의 장거리 탄도 미사일(IRBM)이다. 조선민주주의인민공화국에서는 백두산 1호라고 부른다. 1998년 8월 31일, 조선민주주의인민공화국 최초의 인공위성인 광명성 1호를 발사한 우주로켓으로 조선민주주의인민공화국에 의해 소개되었다. 그러나 발사는 어떤 출처로부터도 확인되지 않았다. 3단 로켓 점화에 실패했고, 제대로 궤도에 올리지 못해 바로 추락한 것으로 보인다.

## 대한민국
1998년 5월 대한민국의 과학로켓 2호의 발사에 이어, 조선민주주의인민공화국이 8월 31일 대포동 1호를 발사해 한국과 미국 등에 대포동 쇼크가 발생했다.
1998년 12월 2일 - 1998년 12월 2일부터 2001년 11월 10일까지 대한민국 국가정보원이 세 차례의 작전을 통해 러시아 ICBM의 엔진을 비롯한 주요부품을 고철로 위장해 밀반입했다는 사업가의 주장이 2011년 모 신문에 보도되었었고, 1998년 국가정보원은SS-18, SS-19, SS-25를 밀수했다고 2012년 1월 시사저널은 보도하였다.

대한민국의 탄도 미사일 개발 참조.
소련이 1957년 스푸트니크 1호를 발사하자, 미국은 1958년 NASA를 설립했다. 그러나 북한이 1998년 광명성 1호를 발사했지만, 한국은 1999년에 우주국을 창설하지 않았다.

## 발사기록
광명성 1호의 발사후에 발사 데이터가 공개되었다. 1단 로켓은 95초간 연소했고, 동해바다 북위 40도 51분 동경 139도 40분 지점에 떨어졌다. 2단계 로켓은 144초간 연소했고, 태평양인 북위 40도 13분 동경 149도 07분 지점에 떨어졌다. 3단 로켓은 27초 이상 연소했다. 조선민주주의인민공화국 언론에 따르면, 발사 5분 후에 위성이 궤도에 올랐다고 한다.

## 추력
대포동 1호의 추력에 대해서는 정보 출처마다 차이가 있다. 한국에서는 추력 27톤의 노동 1호 엔진 4개를 묶어 추력 108톤이라고 한다. 그러나 다른 출처에서는 1단 엔진 4개 노즐을 합쳐서 추력 58.8톤이라고 한다.
일본 홋카이도 대학 측량학과 헤키 고스케(日置幸介) 교수팀은 2010년 GPS 자료를 분석하여, 2009년 4월 발사한 대포동 2호의 추진력이 1998년 발사한 대포동 1호의 8배라고 판단했다.

## 우주발사체 논란
당시, 한·미·일은 조선민주주의인민공화국이 장거리 탄도 미사일을 발사했다면서 맹비난하였다. 그러나, 후에 밝혀진 바에 의하면, 한·미·일 당국이 조선민주주의인민공화국이 탄도 미사일이 아니라 인공위성을 발사한 것을 즉시 알 수 있었다고 한다. 즉, 인공위성 발사시에는 로켓이 수직으로 상승하며, 탄도 미사일일 경우에는 지표면과 30도 각도로 누워서 비행하기 때문에, 발사 즉시 미사일인지 우주발사체(SLV: Space Launch Vehicle)인지를 쉽게 알 수 있다고 한다. 당시 대포동 1호는 수직으로 상승한 우주발사체였다고 한다.
1957년 5월 세계 최초의 ICBM인 R-7 미사일이 발사되었는데, 10월 세계 최초의 우주로켓인 스푸트니크 로켓이 되었다. 둘 다 같다. 현재까지도 우주로켓으로는 은퇴하지 않고, 소유즈 로켓 이라고 불린다.
33톤 대포동 1호는 세계 4위인 일본의 9톤 람다 4S보다 3배 정도 대형 로켓이다.

## 예리코 3호
대포동 1호는 무게 30톤으로서, 이스라엘의 예리코 3호와 무게가 같다.
이스라엘의 예리코 3호는 ICBM으로서, 3단 고체연료 로켓이며, 탄두중량은 1,000 ~ 1,300 kg이다. 1개의 750 kg 핵탄두 또는 2~3개의 MIRV 핵탄두를 탑재한다. 무게 30톤, 길이 15.5 m, 폭 1.56 m이다.
대포동 1호는 이스라엘의 주적인 이란에 샤하브-4로 수출되었다. 이란은 이 미사일을 사피르 로켓으로 인공위성 발사에 성공했는데, 고체연료 로켓이었다.
그러나, 한국 언론에서는 대포동 1호가 "고체연료 ICBM"이라는 보도는 단 한번도 없었다.

## 사거리
조선민주주의인민공화국에서 미국 뉴욕, 워싱턴 DC까지의 거리는 대략 10,500 km이며, 대한민국에서 러시아 모스크바까지의 거리는 대략 6,600 km이다. 대포동 1호는 "발사중량 33톤의 3단 액체연료" 탄도 미사일로 알려져 있는데, 사거리는 ICBM의 5,500 km에 못 미친다고 하여 IRBM으로 분류되고 있다. 반면에, "발사중량 35톤의 3단 고체연료" 탄도 미사일인 미니트맨의 사거리는 13,000 km로 알려져 있다.

### 사거리 비교
대포동 1호와 비슷한 무게인, 전 세계의 20~40톤 정도 무게가 되는 미사일 또는 우주발사체들의 사거리는 다음과 같다:
- 주노 1호,  미국, 1958년, 29톤
- SS-4,  러시아, 41톤, 3단 액체, 2,080 km
- SS-11,  러시아, 1967년, 41톤, 2단 액체, 10,600 km
- 미니트맨,  미국, 1967년, 35톤, 3단 고체, 13,000 km
- SS-16,  러시아, 43톤, 3단 고체, 10,500 km
- SS-20,  러시아, 37톤, 2단 고체, 5,500 km, 이동식
- M-4S,  일본, 43톤, 1970년
- M-3C,  일본, 41톤, 1974년
- M-3H,  일본, 48톤, 1977년
- 트라이던트 I,  미국, 1979년, 33톤, 3단 고체, 7,400 km
- M-3S,  일본, 48톤, 1980년
- SS-25,  러시아, 1988년, 45톤, 3단 고체, 10,500 km, 이동식
- 샤빗 로켓,  이스라엘, 1988년, 30톤, 3단 고체
- SS-27,  러시아, 1997년, 47톤, 3단 고체, 11,000 km, 이동식
- 대포동 1호,  조선민주주의인민공화국, 1998년, 33톤, 3단 액체, 1,500 ∼ 2,896 km
- DF-31,  중화인민공화국, 2006년, 42톤, 3단 고체, 8,000 km
- 예리코 3호,  이스라엘, 2008년, 30톤, 3단 고체, 11,500 km
- 샤하브-4,  이란, 2009년, 26톤, 2단 액체

## 같이 보기
- 로동 1호
- 대포동 2호
- 광명성 1호